# Mistrzostwa Świata FIBT 2000
Mistrzostwa Świata FIBT 2000 odbywały się w dniu 20 lutego 2000 w Altenbergu, gdzie przeprowadzono męskie konkurencje bobslejowe oraz w Winterbergu, gdzie przeprowadzono konkurencję kobiecych dwójek bobslejowych i w dniach 12–13 lutego w Igls, gdzie przeprowadzono konkurencje skeletonowe.

## Skeleton
- Data: 12–13 lutego 2000
- Miejsce: Igls

### Mężczyźni
| Miejsce | Sportowiec                  | Narodowość                  | Czas    |
| ------- | --------------------------- | --------------------------- | ------- |
| 1       | Andy Böhme                  | Niemcy                      | 3:39.59 |
| 2       | Gregor Stähli               | Szwajcaria                  | 3:39.81 |
| 3       | Alexander Müller Jimmy Shea | Austria · Stany Zjednoczone | 3:39.93 |
| 5       | Willi Schneider             | Niemcy                      | 3:40.44 |
| 6       | Jeff Pain                   | Kanada                      | 3:40.60 |
| 7       | Christian Auer              | Austria                     | 3:40.64 |
| 8       | Lincoln DeWitt              | Stany Zjednoczone           | 3:41.39 |
| 9       | Kristan Bromley             | Wielka Brytania             | 3:42.33 |
| 10      | Felix Poletti               | Szwajcaria                  | 3:42.40 |

### Kobiety
- Data: 12–13 lutego 2000
- Miejsce: Igls

| Miejsce | Zawodnik              | Narodowość        | Czas    |
| ------- | --------------------- | ----------------- | ------- |
| 1       | Steffi Hanzlik        | Niemcy            | 3:45.45 |
| 2       | Mellisa Hollingsworth | Kanada            | 3:46.52 |
| 3       | Tricia Stumpf         | Stany Zjednoczone | 3:46.58 |
| 4       | Alex Hamilton         | Wielka Brytania   | 3:46.61 |
| 5       | Astrid Ebner          | Austria           | 3:46.74 |
| 6       | Lea Ann Parsley       | Stany Zjednoczone | 3:46.94 |
| 7       | Deanna Panting        | Kanada            | 3:47.58 |
| 8       | Monique Riekewald     | Niemcy            | 3:47.70 |
| 9       | Maya Bieri            | Szwajcaria        | 3:48.49 |
| 9       | Dany Locati           | Włochy            | 3:49.68 |

## Bobsleje

### Mężczyźni

#### Dwójki
- Data: 20 lutego 2000
- Miejsce: Altenberg

| Miejsce | Narodowość | Zawodnik                           | czas |
| ------- | ---------- | ---------------------------------- | ---- |
| 1       | Niemcy     | Christoph Langen Markus Zimmermann | –    |
| 2       | Niemcy     | André Lange René Hoppe             | –    |
| 3       | Szwajcaria | Christian Reich Urs Aeberhard      | –    |

#### Czwórki
- Data: 20 lutego 2000
- Miejsce: Altenberg

| Miejsce | Narodowość | Zawodnik                                                     | czas |
| ------- | ---------- | ------------------------------------------------------------ | ---- |
| 1       | Niemcy     | André Lange René Hoppe Lars Behrendt Carsten Embach          | –    |
| 2       | Niemcy     | Christoph Langen Markus Zimmermann Thomas Platzer Sven Rühr  | –    |
| 3       | Szwajcaria | Christian Reich Bruno Aeberhard Urs Aeberhard Domenic Keller | –    |

### Kobiety

#### Dwójki
- Data: 20 lutego 2000
- Miejsce: Wintenberg[1]

| Miejsce | Narodowość        | Zawodnik                          | czas    |
| ------- | ----------------- | --------------------------------- | ------- |
| 1       | Niemcy            | Gabriele Kohlisch Kathleen Hering | 1:58,09 |
| 2       | Stany Zjednoczone | Jean Racine Jennifer Davidson     | 1:58,20 |
| 3       | Szwajcaria        | Françoise Burdet Katharina Sutter | 1:58,39 |

## Tabela medalowa
| Miejsce | Państwo           |   |   |   | Razem |
| ------- | ----------------- | - | - | - | ----- |
| 1.      | Niemcy            | 5 | 2 | 0 | 7     |
| 2.      | Szwajcaria        | 0 | 1 | 3 | 4     |
| 3.      | Stany Zjednoczone | 0 | 1 | 2 | 3     |
| 4.      | Kanada            | 0 | 1 | 0 | 1     |
| 5.      | Austria           | 0 | 0 | 1 | 1     |